# Archives françaises du film
Pour les articles homonymes, voir AFF.
Les Archives françaises du film (AFF), anciennement Service des archives du film puis Service des archives du film et du dépôt légal (SAFDL), sont un service chargé de la gestion des collections de films confiées à l'État français.

## Histoire
Leur création, initiative d'André Malraux, ministère des Affaires culturelles, fait suite à l'attribution d'une fonction de conservation cinématographique au CNC en 1969.

## Missions
Les Archives françaises du film ont reçu pour missions la collecte, l'inventaire, la sauvegarde et la restauration des films, dans le cadre de dépôts volontaires, de dons, d'acquisitions et du dépôt légal. Elles sont gérées par le CNC depuis 1969.

## Collections
Plusieurs centaines de milliers de titres sont recensés dans les collections des Archives françaises du film. Ils sont consultables sur deux sites : à la Bibliothèque nationale de France pour les films numérisés ; dans la batterie de Bois-d'Arcy (Yvelines) pour les supports en nitrate de cellulose (« films flamme »).

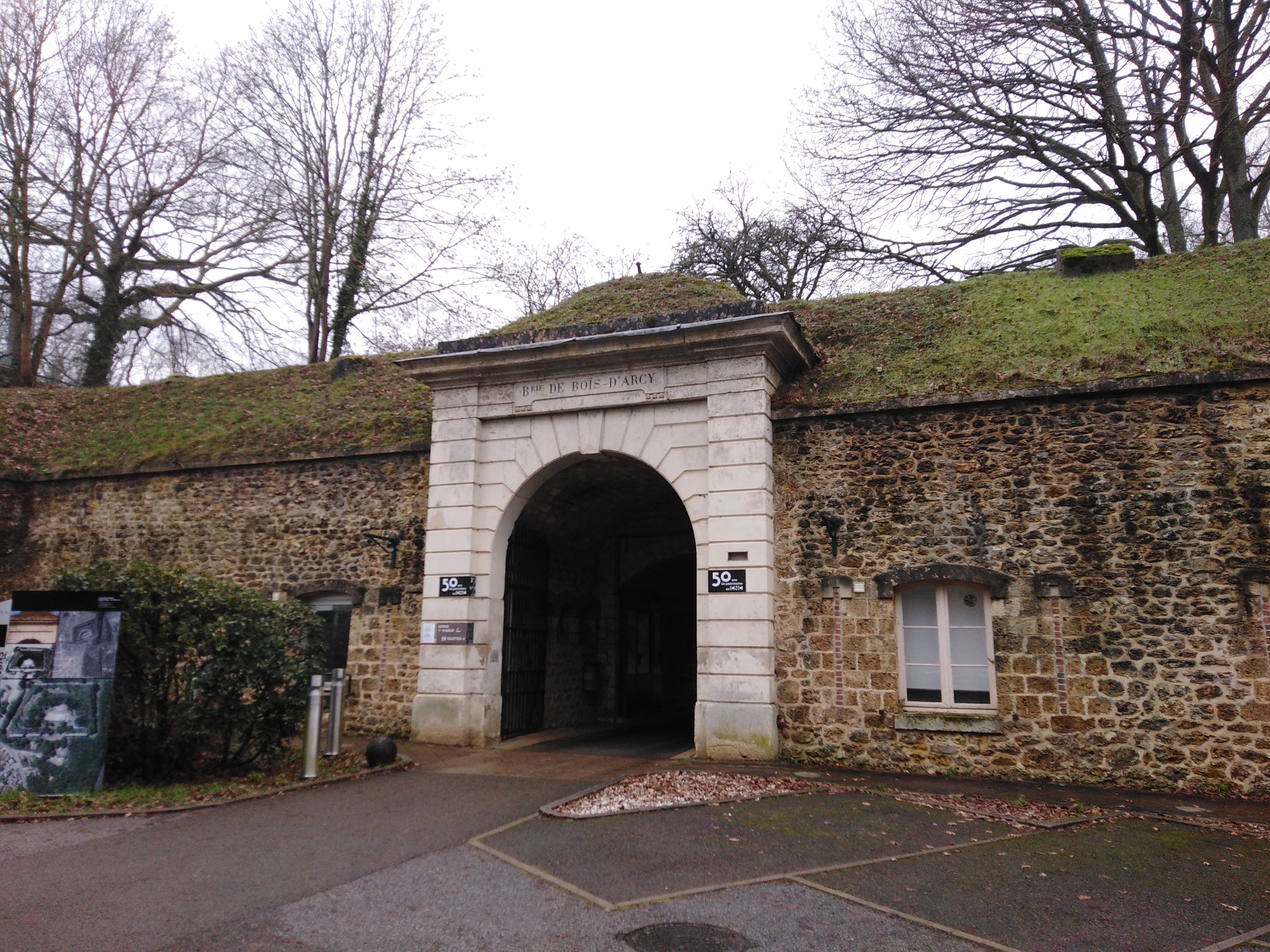
Batterie de Bois-d'Arcy, entrée.

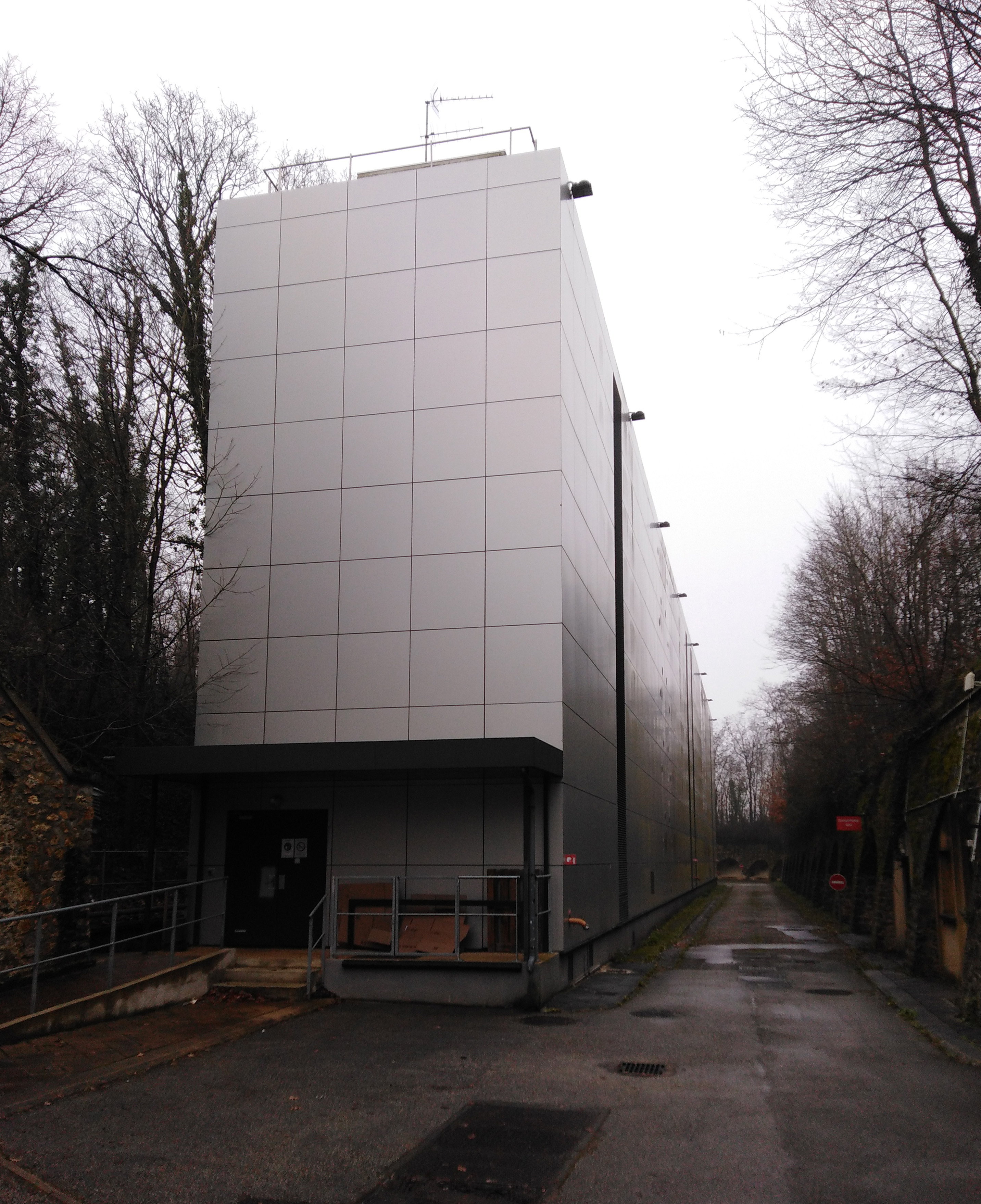
Un des bâtiments de conservation des films.